# 昇亭北寿 (絵馬作者)
昇亭 北寿（しょうてい ほくじゅ、生没年不詳）とは、江戸時代の絵師。

## 来歴
千葉県内の寺社に「昇亭北寿」と落款のある絵馬が数点あり、これら絵馬の奉納は嘉永から元治にかけての頃で、葛飾北斎門人の昇亭北寿の作画期とされる時期からはかなり後の年代にあたる。『原色浮世絵大百科事典』はこれらの絵馬を描いた「昇亭北寿」を「昇亭北寿門人か」と述べ、北斎門人の北寿とは別人としている。その経歴については一切不明であり、北斎門人の北寿とは実際に関わりがある者だったのかどうかも明らかではない。ただし「昇亭」と「昇亭北寿」の落款がある三島神社（市原市牛久町）の絵馬には、お伊勢参りをした記念に氏子たちが「遠くから絵師を呼んで描かせ奉納した」という土地の言い伝えがあったという。また市原市島野の島穴神社には、「昇亭御山」という者が描いた「日清修好条約交渉図」が明治28年（1895年）に奉納されているが、これもどのような人物だったのかは不明である。

## 作品
- 「川中島合戦図」　絵馬　東光院（千葉市緑区）所蔵　※元治元年（1864年）[4]
- 「源義家と阿倍貞任問答図」　絵馬　島穴神社（市原市島野）所蔵　※嘉永7年（1854年）[5]
- 「寺社参詣図」　絵馬　若宮八幡神社（市原市北青柳）所蔵
- 「吉野合戦図」　絵馬　飯香岡八幡宮（市原市八幡）所蔵
- 「伊勢神宮参詣図」　絵馬　大宮神社（市原市五井）所蔵
- 「源義家と阿倍貞任問答図」　絵馬　同上